# Jérémy Leloup
Jérémy Leloup (Le Mans, 31 gennaio 1987) è un cestista francese.

## Palmarès
- Coppa di Francia: 4

Le Mans: 2008-09
Strasburgo: 2014-15, 2017-18
Pau-Lacq-Orthez: 2021-22
- Semaine des As - Leaders Cup: 3

Le Mans: 2009
Strasburgo: 2015
Digione: 2020
- Match des Champions: 1

Strasburgo: 2015